# 八面山 (大分県)
八面山（はちめんざん）は、大分県中津市三光田口に位置する高さ659mの卓状溶岩台地（メサ）である。中津市を代表する山であり、地元では「箭山」、「屋山」（ややま）とも呼ばれる。

## 概説
福岡県との県境に近い大分県中津市三光地区の南部に位置し、中津市市街地から10kmほど南に位置する。
四方八方どの方向から見ても同じような形に見える山であるため、「八面山」の名が付いたといわれる。また、ふもとで矢竹を産することや、屋根形をしていることから、「箭山」、「屋山」の別名もある。
中津市三光地区のシンボル的な山で、中津市街地からも見えるほか、周辺の宇佐市、福岡県行橋市・豊前市・築上郡からも見え、さらに天気の良い日であれば北九州市門司区（新門司地区）・山口県山陽小野田市・宇部市、大分県別府市鶴見岳山頂・由布市由布岳山頂からも見ることができる。
山頂からは豊前市、中津市街地は勿論のこと、周防灘や山国川、中津平野（沖代平野）の水田地帯が一望でき、景観は非常に良い。日本夜景遺産に選定されている。
八面山を朝夕仰いで暮らしてきた中津市民にとって、八面山は“母なる山”であるといわれる。日本人が外国からの帰途、富士山に感動するように、地元中津・三光住民は日豊本線の車窓から八面山が視野に入るや、故郷に帰ってきたという安堵感で涙するという。
また、地元中津市の各学校の校歌には、ほぼ例外なく「八面山」「箭山」が謳われており、子供の頃から校歌を通じて八面山を仰いできたため、地元民の八面山への思いは格別である。

## 山中

### 八面山大池
- 北緯33度30分12.3秒 東経131度12分55.4秒

標高500m付近にある池。八面山はメサ台地であるため山上部はほぼ平坦で、その中心部に大池が広がっている。農業用水が主目的のため池で、貯水量は33万トン。最初の池は大宝年間（701年 - 704年）に築かれたといわれ、龍女伝説などが伝わる。池のまわりを一周する遊歩道が整備されている。

### 八面山平和公園
- 北緯33度30分54.4秒 東経131度12分55.2秒

南東側の山麓（標高150m付近）にある公園。
太平洋戦争中の1945年5月7日に、北九州地区の空襲に向かう途上の米軍のB-29に対して、八面山付近で防空にあがった陸軍の屠龍の一機が体当たり攻撃を行い、屠龍は三保村洞の上（現在の中津市洞の上）に、B-29は八面山3合目に墜落。B-29搭乗員11名、屠龍の搭乗員である村田勉曹長が死亡した。また、同年8月12日、宇佐海軍航空隊所属の零戦が米海軍のグラマン戦闘機と交戦。被弾により山口村森山（現在の中津市森山）に墜落し零戦搭乗員の加藤茂飛曹長が死亡した。これらの日米の戦没者を慰霊するために、1970年5月7日に慰霊碑が建立され、1972年5月7日には八面山平和公園記念館が開館した。公園内には、1993年に福岡県八女市星野村から分火された原爆の火を「恒久平和の火」として灯し続ける灯籠や、かつて航空自衛隊で運用されたF-86F戦闘機がある。毎年5月3日に慰霊の集いが行われている。

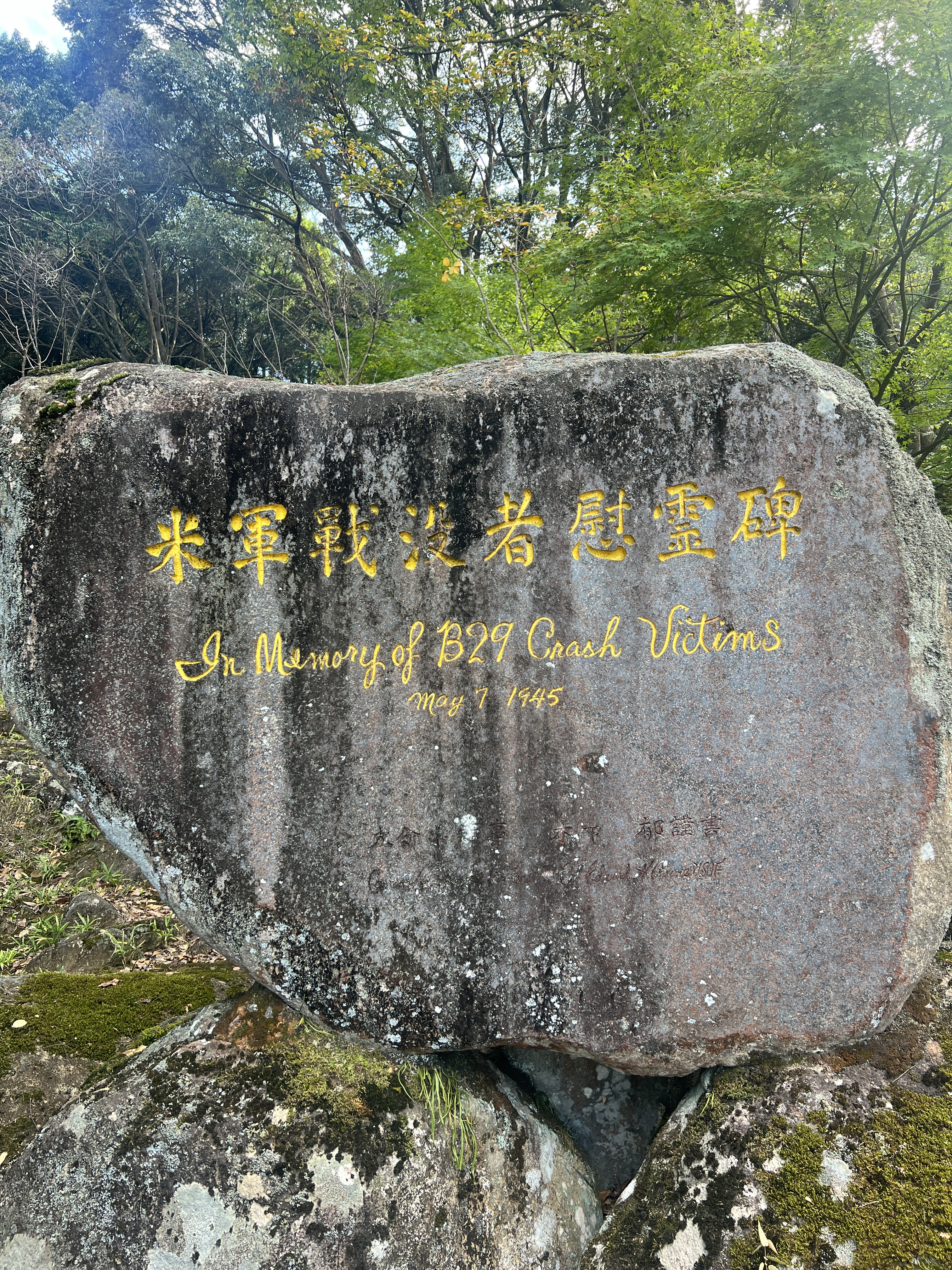
八面山平和公園

### 八面山神護寺
- 北緯33度30分54.5秒 東経131度12分57.7秒

法蓮開基と伝える寺院。西日本最大級の釈迦涅槃像がある。

### 箭山神社
八面山にある神社で市内にある薦神社の奥宮とも伝わる。
山頂付近に上宮、麓に下宮がある。

### 金色温泉
- 北緯33度30分55.1秒 東経131度12分5.1秒

麓にある温泉。

## 交通
JR九州日豊本線中津駅南口より、大交北部バス田口線（八面山荘ゆき、1日3往復）で、八面山平和公園又は八面山荘停留所下車。

## 周辺
- 金色温泉
- 山国川
  - 耶馬渓
  - 青の洞門
- 犬丸川
- 英彦山
- 国道212号